# Бо (народ Китаю)
Бо (кіт . 僰人; піньїнь: Bó rén) — стародавній вимерлий народ з провінцій Юньнань і Сичуань на південному заході Китаю. Вони були одним із різних нині вимерлих народів Південного Китаю, відомих у китайських літописах під загальною назвою байпу. Вони відомі своїми висячими трунами.

## Історія
Народ був родом з південно-східної частини провінції Сичуань . За часів династії Чжоу їх називали Пу (濮) (давньокит. (реконструкция ): * pˤok) і згадували в числі союзників Чжоу проти династії Шан. «Пу» або «Сто пу» (百濮) — це позначення різних народів, що живуть у верхів'ях річки Янцзи, подібно «Сто юе» на півдні Янцзи. Зрештою «Сто Пу» було завойовано державою Ба. Династія Цин вторглася до держави Ба в 316 року до нашої ери і увійшла до складу його імперії.
Фортеця Бо Лінсяо на горі Боуаншань в повіті Синвень була останнім зміцненням Китаю проти монгольського завоювання. Вона впала під тиском монголів у 1288 році, більш ніж через 11 років після падіння династії Сун. У 1573 році повіт Лінсяо і повіт Гун були обложені військами імперії Мін, представники народу були винищені і з тих пір зникли. Повідомляється, що в 2005 році в повіті Синвень провінції Сичуань було знайдено кілька нащадків Бо.
Підвісні труни, вирізані з цільного колоди, і бронзові барабани часто зустрічаються в районах, де колись жили люди Бо.

## Можливі нащадки
Народ лачі у В'єтнамі та Китаї, можливо, походить від бо, судячи з архаїчного екзоніму лабо (кит. 喇僰) у китайських записах. Язык лачи до кадайської підгрупи тай-кадаської мовної сім'ї. Сьогодні Машини називають себе qu31 te341, де qu31 означає «людини» (від мови прото-кра * khraC1 «людини»)  .
Плем'я ку з округу Цюбей нині говорить лолойською мовою і досі практикує традицію підвішування трун. Згідно з їхніми власними записами, предки народу Ку кілька століть тому мігрували з Ібіня, провінція Сичуань, рятуючись від воєн.